# Ozzfest
Ozzfest – festiwal muzyki metalowej odbywający się w latach 1996–2008, 2010, 2013 oraz 2015–2018. Organizowany był głównie w Stanach Zjednoczonych, a także w Europie i Japonii. Został zainicjowany w 1996 roku przez Sharon Osbourne, menadżerkę i żonę wokalisty Ozzy'ego Osbourne’a. Festiwal szybko zyskał status kultowego wydarzenia w świecie muzyki metalowej, gromadząc miliony fanów i prezentując czołowe zespoły sceny heavy metal, hard rock i ich odmian.
Koncerty tradycyjnie odbywały się na dwóch scenach. Na głównej występowały zespoły ze światowej czołówki, natomiast na scenie drugiej – zespoły słabiej znane oraz debiutanci.
W 2005 festiwal rozpoczął się 15 lipca w Bostonie i trwał aż do 4 września, kończąc cykl koncertem w West Palm Beach na Florydzie.

## Dotychczas występowali na festiwalu
| 1996: | Ozzy Osbourne, Slayer, Danzig, Sepultura, Fear Factory, Biohazard, Neurosis, Earth Crisis, Powerman 5000, Coal Chamber, Cellophane |
| 1997: | Black Sabbath, Marilyn Manson, Pantera, Type O Negative, Fear Factory, Machine Head, Powerman 5000, Coal Chamber, Slo Burn, Drain sth, downset., Neurosis, Vision of Disorder |
| 1998: | Ozzy Osbourne, Tool, Megadeth, Limp Bizkit, Soulfly, Sevendust, Coal Chamber, Motörhead, System of a Down, Melvins, Incubus, Snot, Life of Agony, Kilgore, Ultraspank, Monster Voodoo Machine |
| 1999: | Black Sabbath, Rob Zombie, Deftones, Slayer, Primus, Godsmack, System of a Down, Fear Factory, Static-X, Slipknot, Hed Planet Earth, Flashpoint, Pushmonkey, Drain sth, Apartment 26, Puya |
| 2000: | Ozzy Osbourne, Pantera, Godsmack, Static-X, Incubus, Methods of Mayhem, P.O.D., Queens of the Stone Age, Soulfly, Kittie, Disturbed, Taproot, Slaves on Dope, Reveille, Shuvel, Primer 55, Apartment 26, Deadlights, Pitchshifter, Black Label Society                                                    |
| 2001: | Black Sabbath, Marilyn Manson, Slipknot, Papa Roach, Linkin Park, Disturbed, Crazy Town, Zakk Wylde's BLS, Mudvayne, Union Underground, Taproot, Systematic, Godhead, Nonpoint, Drowning Pool, Spineshank, Hatebreed, Otep, No One, Pressure 4-5, American Head Charge, Pure Rubbish, Beautiful Creatures |
| 2002: | Ozzy Osbourne, Slayer, System of a Down, Rob Zombie, P.O.D., Drowning Pool, Adema, Black Label Society, Down, Hatebreed, Meshuggah, SOiL, Flaw, 3rd Strike, Pulse Ultra, Ill Niño, Andrew W.K., Glassjaw, The Used, Sw1tched, Otep                                                                        |
| 2003: | Ozzy Osbourne, Korn, Marilyn Manson, Disturbed, Chevelle, The Datsuns, Cradle of Filth, Voivod, Hotwire, Shadows Fall, Grade 8, Twisted Method, Nothingface, Killswitch Engage, Unloco, Depswa, Motograter, Sworn Enemy, Revolution Smile/Chimaira, Endo, Memento, E Town Concrete                        |
| 2004: | Black Sabbath, Judas Priest, Slayer, Dimmu Borgir, Superjoint Ritual, Black Label Society, Slipknot, Hatebreed, Lamb of God, Atreyu, Bleeding Through, Lacuna Coil, Every Time I Die, Unearth, God Forbid, Otep, DevilDriver, Magna-Fi, Throwdown, Darkest Hour                                           |
| 2005: | Black Sabbath, Iron Maiden, Mudvayne, Rob Zombie, Killswitch Engage, Shadows Fall, Black Label Society, As I Lay Dying, Mastodon, The Haunted, In Flames, Arch Enemy, The Black Dahlia Murder, Bury Your Dead, Soilwork, Trivium, It Dies Today, A Dozen Furies                                           |
| 2006: | Ozzy Osbourne, System of a Down, Disturbed, Hatebreed, Lacuna Coil, Black Label Society, Atreyu, Unearth, Bleeding Through, Norma Jean, Walls of Jericho, The Red Chord, A Life Once Lost, Strapping Young Lad, All That Remains, Full Blown Chaos, Between the Buried and Me                             |
| 2007: | Ozzy Osbourne, Lamb of God, Static-X, Lordi, Black Tide, Hatebreed, Behemoth, Nick Oliveri and the Mondo Generator, DevilDriver, Nile, Ankla, The Showdown, 3 Inches of Blood, DÅÅTH, In This Moment, Chthonic, Circus Diablo                                                                             |
| 2008: | Ozzy Osbourne, Metallica, Jonathan Davis, Serj Tankian, Hellyeah, Cavalera Conspiracy, Shadows Fair, Apocalyptica, In This Moment, Seven Dust, DevilDriver, Kingdom of Sorrow, Solient Green, Goatwhore, Witchcraft, The Sword, Drowning Pool, Rigor Mortis, Within Chaos, The Destro                     |